# Албано Оливети
Албано Оливети (фр. Albano Olivetti; рођен 24. новембра 1991. године у Агену, Француска) је француски тенисер. Најбољи пласман на АТП листи му је 161. место у појединачној конкуренцији, а у паровима 103. место.

## Каријера

### 2012.
Албано се квалификовао по први пут у каријери за главни жреб АТП турнира у Марсељу, и победио је бившег светског броја 8 Мардија Фиша са којим се састао у 4. колу турнира, а затим изгубио у четвртфиналу од Микаела Љодре у два сета.

### 2013.
У 2013. Албано је одсервирао сервис од 257 km/h и тиме постао други тенисер који има најбржи сервис после Самјуела Грота.

## АТП финала

### Парови: 1 (0:1)
| Легенда                        |
| ------------------------------ |
| Гренд слем турнири (0:0)       |
| Завршно првенство сезоне (0:0) |
| АТП мастерс 1000 (0:0)         |
| АТП 500 (0:0)                  |
| АТП 250 (0:1)                  |

| Финала по подлози |
| ----------------- |
| Тврда (0:0)       |
| Шљака (0:1)       |
| Трава (0:0)       |

| Финала по локацији |
| ------------------ |
| Отворено (0:1)     |
| Дворана (0:0)      |

| Исход     | Бр. | Датум         | Турнир          | Подлога | Партнер       | Противници              | Резултат |
| --------- | --- | ------------- | --------------- | ------- | ------------- | ----------------------- | -------- |
| Финалиста | 1.  | 18. јул 2021. | Бостад, Шведска | Шљака   | Андре Бегеман | Сандер Арендс Давид Пел | 4:6, 2:6 |